# Cimre (Novak)
Cimre je slovenski kriminalni roman, pisateljice Maje Novak. Prvič je knjiga izšla leta 1995 v Mariboru, pri založbi Obzorja. Leta 2003 pa je sledila še druga izdaja v Ljubljani, pri založbi Gyrus. V naslovu dela se skriva tudi anagram angleške besede crime, kar pomeni zločin, s katerim je povezana celotna zgodba.
Po motivih romana je bil posnet film Pod gladino (2016), za katerega je scenarij napisala Barbara Zemljič, režiral pa ga je Klemen Dvornik.

## Vsebina
Roman Cimre je sestavljen iz dveh delov. Pripovedujeta ga glavni protagonistki ter prijateljici, Jana Kranjc in Rebeka Cimerman. Dogajanje se zapleta in razpleta pred očmi bralca, ki ga na trenutke prekinjajo tudi ironično in humoristično obarvana razmišljanja pripovedovalk. Jana Kranjc je študentka prava in lastnica stanovanja v Ljubljani, v katerem živi skupaj s štirimi sostanovalkami (cimrami); Meri, Albo, Tanjo in Faniko. Odnosi med njimi niso ravno najboljši, saj so vse zelo zahrbtne. Zgodi se umor Konrada Murka, Janinega nekdanjega fanta in bivšega ljubimca Janine podnajemnice Tanje Tratnik. Po pričanju očividcev postane glavna osumljenka Jana, ki se pretvarja, da oboli za amnezijo, zato jo odpeljejo v psihiatrično bolnišnico. Tam jo obiščejo cimre in Rebeka, vsaka s svojim namenom, resnično pomagati pa ji želi le slednja. Umor začno preiskovati policisti in inšpektor Hren, med vsemi pa sta v ospredju  Rebeka in njen brat Benjamin, ki želita Jani najboljše. Pri tem jima pomaga še odvetnik Mavricij Benedik, ki je zagledan v Rebeko. Vsi trije skušajo razvozlati uganko brez vpletanja policije in inšpektorja. V celotnem prepletanju intrig je umorjena še cimra Tanja, ki je imela s Konradom Murkom tudi otroka. Jano v bolnišnici obišče cimra Fanika in zgodba se začne presenetljivo zanimivo razpletati.

## Zanimivosti
V letu 2004, je bil roman Cimre izbran za vseslovensko tekmovanje za Cankarjevo priznanje na prvi stopnji. Prebirali in spoznavali so ga učenci zadnjih dveh razredov osnovne šole.

## Ocene in nagrade
Leta 1997 je Maja Novak za roman Cimre in zbirko kratke proze Zverjad prejela nagrado Prešernovega sklada. Cimre so bile dvakrat med nominiranci za večernico in enkrat za nagrado kresnik.

## Izdaje in prevodi
- Slovenska izdaja romana iz leta 1995 (COBISS)
- Slovenska izdaja romana iz leta 2003 (COBISS)